# Hans Lindahl
Hans Günther Lindahl, född 15 oktober 1954 i Stockholm, är en svensk serietecknare.
Lindahl debuterade i Svenska Serier nummer 2/1981 med serien Axel B. Storm som han både skrev och tecknade. Han tecknade sedan ett av de vinnande bidragen i Svenska Seriers manustävling; "Tänkaren" skriven av Peter Lundberg och Mikael Poromaa. Tidningen hann dock läggas ner så denna serie publicerades i Fantomen nummer 12/1982. Därefter har Lindahl mest gjort sig känd som Fantomen-tecknare. Hans första Fantomen-äventyr publicerades i nummer 4/1983.
Hans Lindahl har även tecknat fler egna serier i äventyrsgenren. Tillsammans med Claes Reimerthi gjorde han polisserien Murphys Lag i Agent X9 i början av 90-talet, samt Chuck Riley för samma tidning med manus av, bland andra, Chuck Dixon. Han tecknade även humorserien Lilla Fridolf 1990–1994.

## Utmärkelser
- Svenska Serieakademins diplom 1985
- 91:an-stipendiet 1987
- Adamsonstatyetten 2001